# Augustus Peabody Gardner

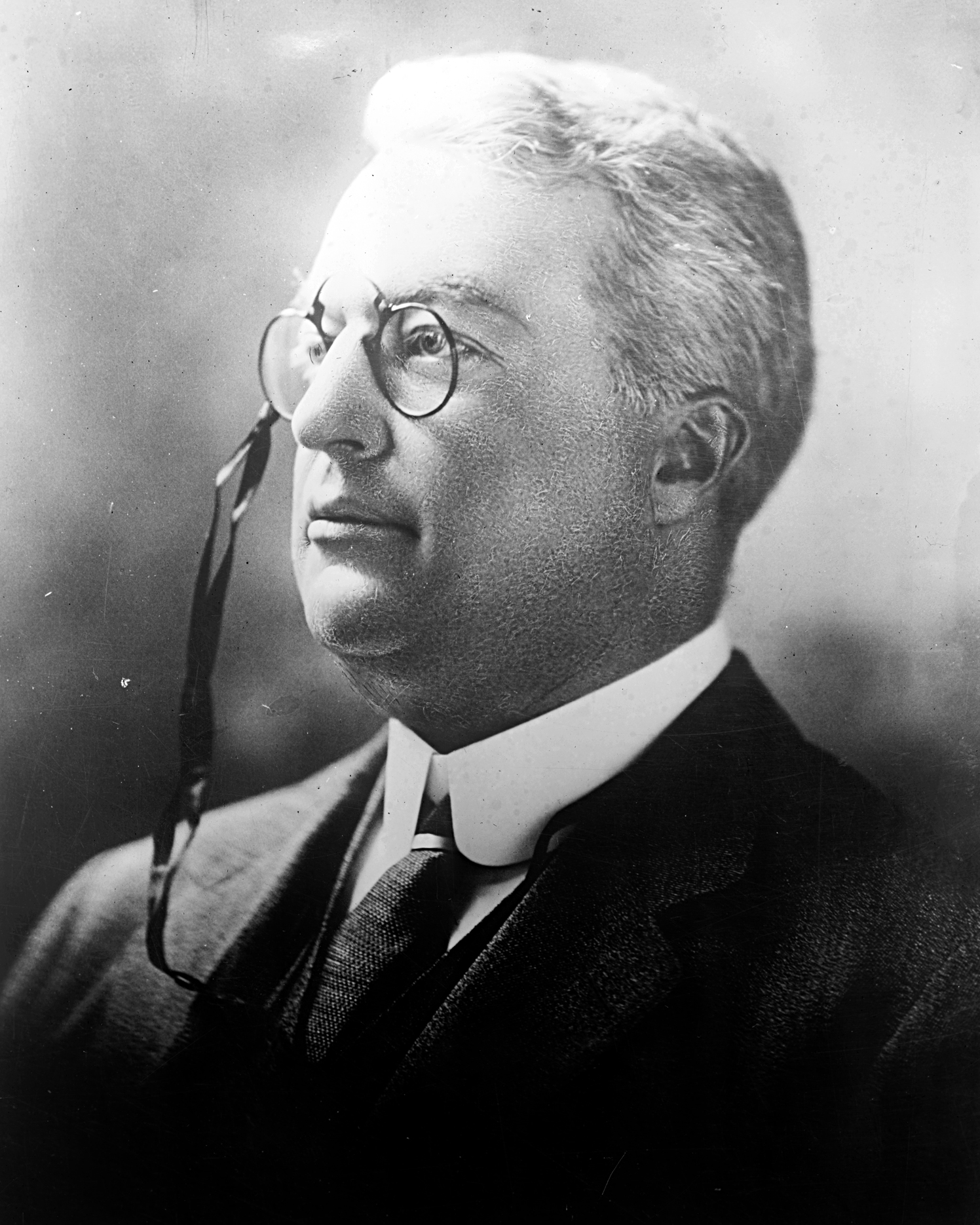
Augustus Peabody Gardner

Augustus Peabody Gardner (* 5. November 1865 in Boston, Massachusetts; † 14. Januar 1918 in Macon, Georgia) war ein US-amerikanischer Politiker. Zwischen 1902 und 1917 vertrat er den Bundesstaat Massachusetts im US-Repräsentantenhaus.

## Werdegang
Augustus Gardner war der Onkel von Henry Cabot Lodge Jr. Er besuchte die St. Paul’s School in Concord (New Hampshire) und studierte danach bis 1886 an der Harvard University. An derselben Universität studierte er auch Jura, ohne jedoch jemals als Jurist zu arbeiten. Stattdessen verwaltete er sein umfangreiches Anwesen. Während des Spanisch-Amerikanischen Krieges diente er als Hauptmann im Stab von General James H. Wilson. Gleichzeitig begann er als Mitglied der Republikanischen Partei eine politische Laufbahn. In den Jahren 1900 und 1901 saß er im Senat von Massachusetts.
Nach dem Rücktritt des Abgeordneten William H. Moody wurde Gardner bei der fälligen Nachwahl für den sechsten Sitz von Massachusetts als dessen Nachfolger in das US-Repräsentantenhaus in Washington, D.C. gewählt, wo er am 4. November 1902 sein neues Mandat antrat. Nach acht Wiederwahlen konnte er bis zu seinem Rücktritt am 15. Mai 1917 im Kongress verbleiben. Von 1905 bis 1909 war er Vorsitzender des Committee on Industrial Arts and Expositions. Während seiner Zeit im Kongress wurden der 16. und der 17. Verfassungszusatz ratifiziert.
Gardners Rücktritt erfolgte nach dem amerikanischen Eintritt in den Ersten Weltkrieg. Er schloss sich erneut der United States Army an und war in einem Ausbildungslager in Macon stationiert. Dort ist er am 14. Januar 1918 verstorben.